# Morning Chronicle (New York)
Der Morning Chronicle war eine Tageszeitung, die vom 1. Oktober 1802 bis zum 15. Juni 1807 in New York erschien. Neben der täglichen Ausgaben erschien 1802–1804 zwei Mal die Woche ein Digest, der Chronicle Express.
Sie wurde auf Betreiben des damaligen amerikanischen Vizepräsidenten Aaron Burr gegründet, der sich im zunehmend aufgeheizten politischen Klima immer schärferen Attacken von Seiten der Föderalistischen Partei ausgesetzt sah, besonders durch die von seinem Erzrivalen, Finanzminister Alexander Hamilton gestützte New York Evening Post, aber auch seitens der Presse seiner Rivalen innerhalb der Republikaner, insbesondere des von seinem einstigen Unterstützer James Cheetham herausgegebenen American Citizen, das unter der Kontrolle des politischen Clans um George Clinton und dessen Neffen DeWitt Clinton stand. Als Herausgeber seines eigenen Blattes firmierte William A. Davis, der Bruder von Burrs engem Vertrauten Matthew L. Davis, zum leitenden Redakteur bestimmte Burr den Arzt Peter Irving. Irving schrieb auch die meisten politischen Artikel, die jedoch letztlich meist nur wenige der meist rund 20 Seiten des Blatts ausmachten.
In literaturgeschichtlicher Hinsicht ist der Morning Chronicle von Interesse, da in seinen Seiten die ersten veröffentlichten Werke von Peter Irvings jüngerem Bruder Washington Irving erschienen. Es handelt sich um neun satirische Skizzen über das gesellschaftliche Treiben in New York; sechs der neun vorgeblichen Leserbriefe sind vor allem Theaterkritiken. In gesammelter Form wurden sie erstmals 1824 als Letters of Jonathan Oldstyle veröffentlicht. Auch zwei weitere Irving-Brüder, William und John Treat Irving, steuerten gelegentlich Artikel oder Gedichte bei. Weitere Schreiber waren die Swartwout-Brüder John, Robert und Samuel sowie Matthew L. Davis.
Im Dezember 1805, nachdem Burr Hamilton bei einem Duell erschossen hatte und seine politische Karriere so ein Ende nahm, legte Irving seine Herausgeberschaft nieder.